# Krzywomierz

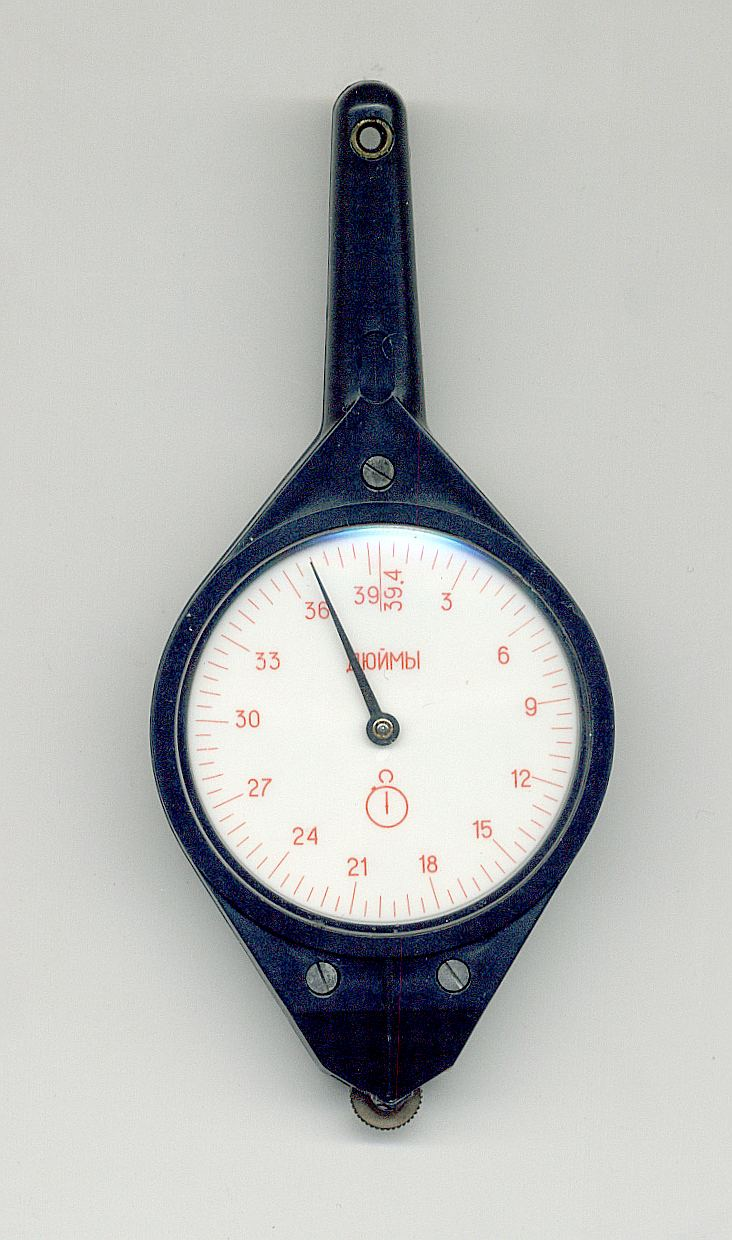
Krzywomierz

Krzywomierz (kartomierz, kartometr, kurwimetr, kurwomierz) – przyrząd służący do mierzenia na mapie długości linii krzywych. Urządzenie ma małe kółko, które należy prowadzić po linii, której długość jest mierzona. Licznik elektroniczny lub mechaniczny, przeliczając liczbę obrotów kółka, podaje długość pokonanej przez kółko drogi.